# Mikael J. Andersson
Jan Mikael Andersson, född 15 september 1962, är en svensk travtränare och travkusk. Han driver ett eget stall med ett 20-tal hästar i träning (2019), och är även verksam som catch driver. Bland annat är han förstekusk på Southwind Feji och hos Stall Palema.

## Karriär
Andersson tog sin första kuskseger 1984, och sin 1000:e seger 2002. 2014 passerade han 2000 segrar, då han vann med Laramie Flow på hemmabanan Färjestad.
Hösten 2018 kvalade Andersson in Pär Hedberg-tränade Dream Night Palema till Europaderbyt Grand Prix l'UET på Vincennesbanan i Paris, något som han beskrev som det dittills största loppet i sin karriär. I loppet slutade ekipaget på åttonde plats.
Andersson hamnade på femtonde plats på Allsvenska kuskligan 2018.

## Segrar i större lopp
| År   | Lopp                         | Häst              | Tränare        | Lopptyp |
| ---- | ---------------------------- | ----------------- | -------------- | ------- |
| 2003 | Henning Mårthans Minne       | Du Mille Countach | Åke Pettersson | -       |
| 2017 | Silverdivisionens final, aug | Aron Palema       | Pär Hedberg    | -       |